# Maison Krul

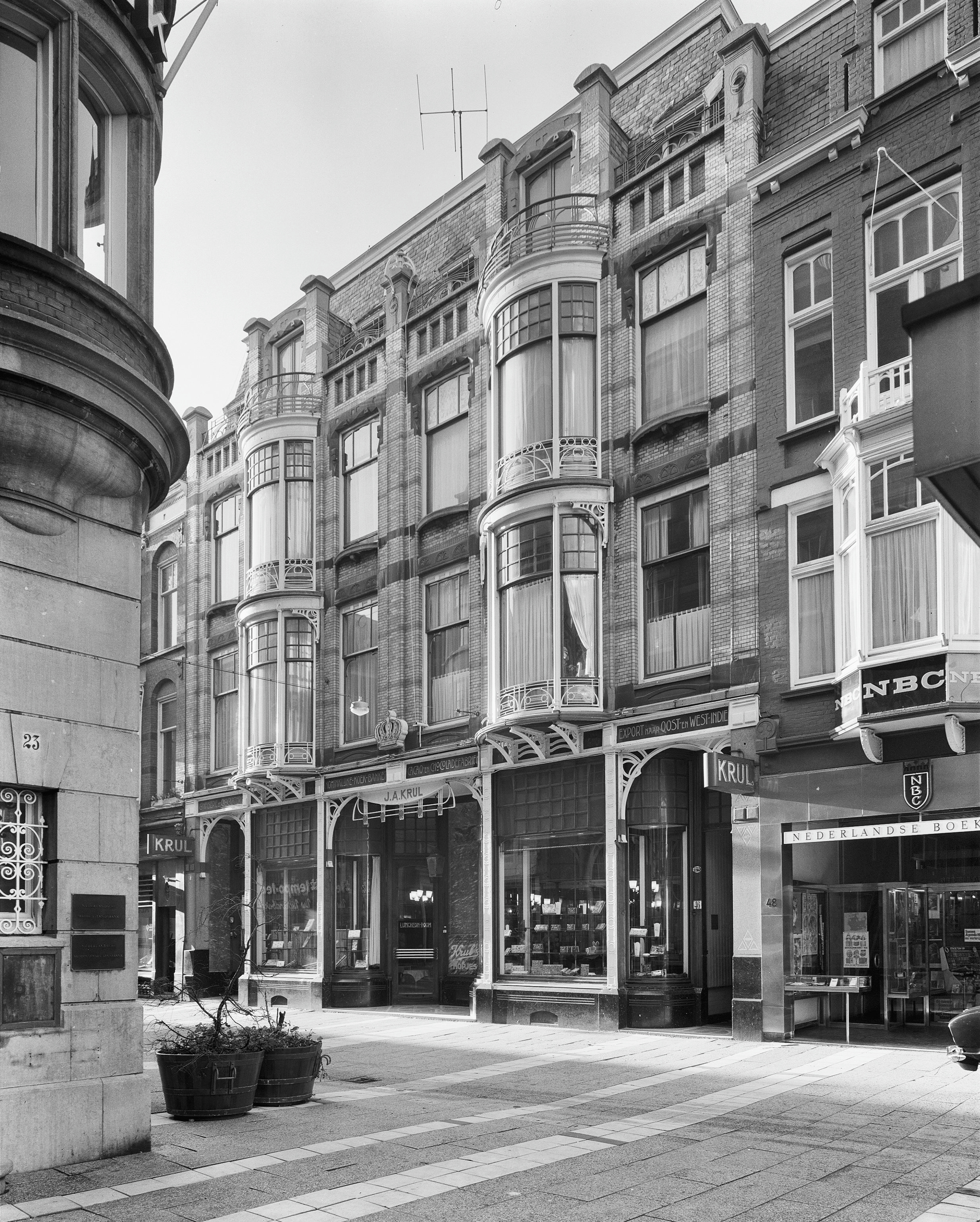
Noordeinde 42-46

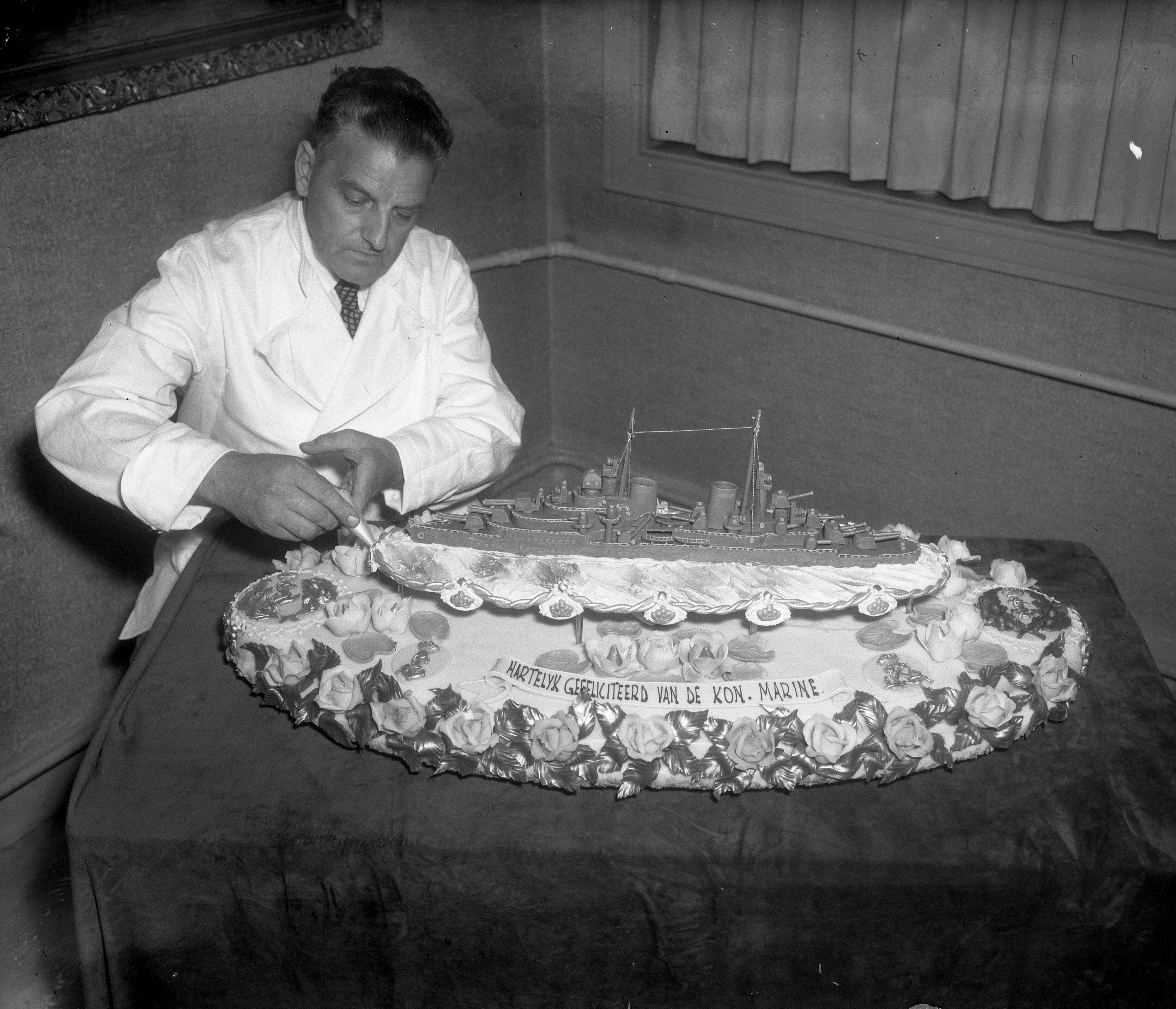
Verjaardagstaart voor Prinses Irene gemaakt door Maison Krul
(3 augustus 1951)

Maison Krul was een bekende tearoom op het Noordeinde 44-46 in Den Haag van 1903-1970. Deze tearoom kwam voort uit de bakkerij met een gelegenheid om daar taartjes bij thee te eten.

## Geschiedenis
In 1834 opende de Haagse bakker Johannes Lambertus Krul (1816 – 1890) koek- en banketbakkerij De Zoete Inval aan het Noordeinde 44 in Den Haag. Zijn zoon, Johannes Adolfus Krul (1847 – 1932) nam in 1866 de zaak over. In 1891 wordt het handels- en fabrieksmerk Stoom- Koek- en Banketbakkerij van J.A.Krul gedeponeerd.
Aan de Molenstraat werd in de jaren dertig een nieuw gebouw opgericht voor de bakkerij en de chocoladefabriek, waar Froufrou, Bouche de Dame en Boules Venice werden vervaardigd. Deze werden geserveerd aan de chique cliëntèle van de tearoom. Behalve koningin Wilhelmina en prinses Juliana, was Louis Couperus een veel geziene gast.  
Het monumentale pand aan het Noordeinde werd in 1903 verbouwd in de Oostenrijkse variant op de jugendstil, de Wiener Sezession door de Haagse architect Louis de Wolf die getrouwd was met een zuster van de twee broers Cornelius en Johannes Krul, de twee directeuren van Krul. Bij de verbouwing werd ook een Salon de Rafraichissements ingericht.
In datzelfde jaar krijgt de bakkerij het hofpredikaat Koninklijk.
1910 volgt uitbreiding van het bedrijf met filialen in Bezuidenhout 16, Zoutmanstraat 32, Kurhaus Galerij 27 en Oranje Galerij en in de jaren 20-30 volgden verdere uitbreidingen met de filialen Frederik Hendriklaan 79, Stevinstraat 196, Javastraat 7, Valeriusstraat 8, Alkemadelaan 20, Haagweg en Parkweg Voorburg.
De bakkerij vervaardigde voor het huwelijk van destijds prinses Beatrix en prins Claus de bruidstaart.
Na de sluiting van het bedrijf in 1970 werd het interieur, betimmering en meubilair afgebroken en opnieuw opgebouwd in het Architectuurmuseum Amsterdam. Later werd het interieur in bruikleen gegeven aan het Gemeentemuseum Den Haag die het uitstalde in het Paleis Lange Voorhout. Toen in november 2002 het Escher museum zijn intrek in het paleis nam, werd het meubilair opgeslagen. In 2011 is het restaurant van het Drents Museum in Assen verbouwd, waarbij de inrichting van Krul daar is geplaatst en vond een revival van tearoom Maison Krul plaats door de opening door koningin Beatrix van het Grandcafé Krul in het museum.

## Trivia
Bij de opening van het Vredespaleis in 1907 kreeg Krul de opdracht voor levering van 2000 gebakjes, 150 kopjes thee, 100 limonade en 200 chocolademelk met slagroom.